# Yves Pomeau
Yves Pomeau (1942) é um físico francês. Trabalha com hidrodinâmica, teoria da elasticidade e dinâmica não-linear (teoria do caos).
Pomeau foi diretor de pesquisa do Centre national de la recherche scientifique (CNRS) na École normale supérieure. Após aposentar-se esteve na Universidade do Arizona.
Pomeau descobriu com Paul Manneville em 1979 o fenômeno da intermitência na teoria do caos quando de pesquisas numéricas do atrator de Lorenz. Com Pierre Bergé e outros pesquisaram ambos o fenômeno também em convecção de Rayleigh-Bénard. Em 1986 desenvolveu com Uriel Frisch e Brosl Hasslacher um modelo de gás em grade das equações de Navier-Stokes na hidrodinâmica (modelo FHP).
Em 1987 foi eleito membro correspondente da Académie des Sciences. Recebeu o Prêmio Paul Langevin de 1981 e a Medalha Boltzmann de 2016.

## Obras
- com Pierre Bergé, Monique Dubois-Gance Des rythmes au chaos, Paris, Odile Jacob 1994
- com Bergé, Monique Dubois, Paul Manneville Intermittency and Rayleigh-Benard convection, Journal de Physique, Lettres, Volume 41, 1980, L 341
- com Bergé, Christian Vidal Order within chaos- towards a deterministic approach to turbulence, Wiley 1984 (Original francêsOrdre dans le chaos, Hermann, Paris 1984)
- com Bergé, Vidal: L’espace chaotique, 1998
- com P. Manneville Intermittent transition to turbulence in dissipative dynamical systems, Comm. Math. Phys., Volume 74, 1980, p. 189-197
- com Brosl Hasslacher, Uriel Frisch: Lattice gas automata for the Navier Stokes equation, Physical Review Letters, Volume 56, 1986, p. 1505
- com Basile Audoly: Elasticity and Geometry: From hair curls to the nonlinear response of shells. Oxford University Press, Oxford 2010, x + 586 pages, ISBN: 978-0-19-850625-6.
- com Minh-Binh Tran: Statistical Physics of Non Equilibrium Quantum Phenomena, Springer Nature 2019, ISBN 978-3-030-34393-4